# Maurice Fingercwajg

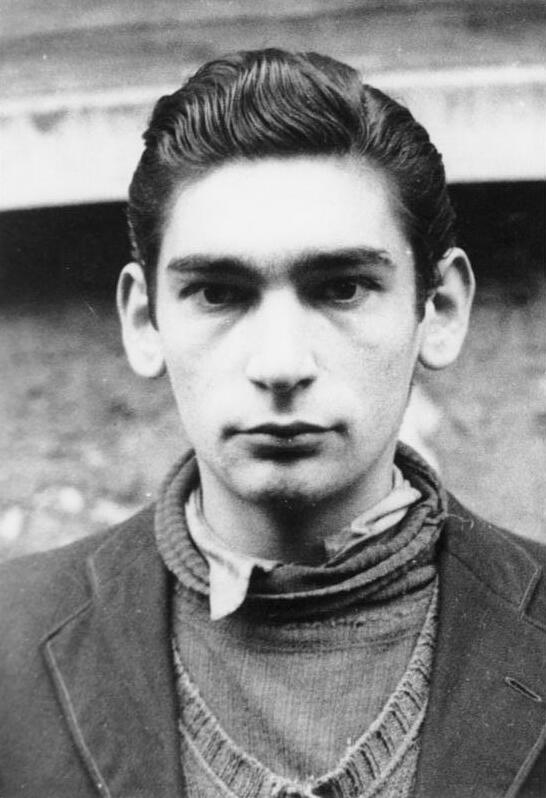
Bild des Bundesarchivs, welches vermutlich Maurice Fingercwajg zeigt

Maurice Fingercwajg, eigentlich Moszca Fingercwajg (25. Dezember 1922 oder 1923 in Warschau – 21. Februar 1944 in Mont Valérien), war ein jüdischer Widerstandskämpfer sowie Mitglied der Resistance-Kampftruppe FTP-MOI, der vom NS-Regime abgeurteilt und hingerichtet wurde. Er zählte zur Gruppe Manouchian.

## Leben und Werk
Fingercwajg kam mit drei Jahren mit seinen Eltern nach Paris. Der Vater war Schneider. Er hatte zwei Brüder, Jacques und Léon. Die Mutter starb früh, Maurice war damals neun oder zehn Jahre alt. Sehr früh begann er als Polsterer zu arbeiten. Sein älterer Bruder, Jacques, war Mitglied der Jeunesse Communiste und deren Tätigkeit beeindruckte ihn sehr. 1940 schloss auch er sich der kommunistischen Bewegung an. Als im Frühjahr 1942 die zweite jüdische Abteilung der Immigranten-Kampftruppe FTP-MOI aufgebaut wurde, zählte er zu den ersten Frontkämpfern. Er wurde der Elitetruppe rund um Missak Manouchian zugeteilt und führte mehrere Operationen durch. Sein Deckname lautete Mario Jean Bourdier.
Vater und Brüder wurden während der Razzien von Paris gefasst und inhaftiert. Die Gruppe Manouchian wurde zunehmend ein Familienersatz für Fingercwajg. Im November 1943 wurde er gemeinsam mit Manouchian verhaftet, dann im procès des 23 zum Tode verurteilt und am 21. Februar 1944 am Fort Mont Valérien hingerichtet.

## L’affiche rouge

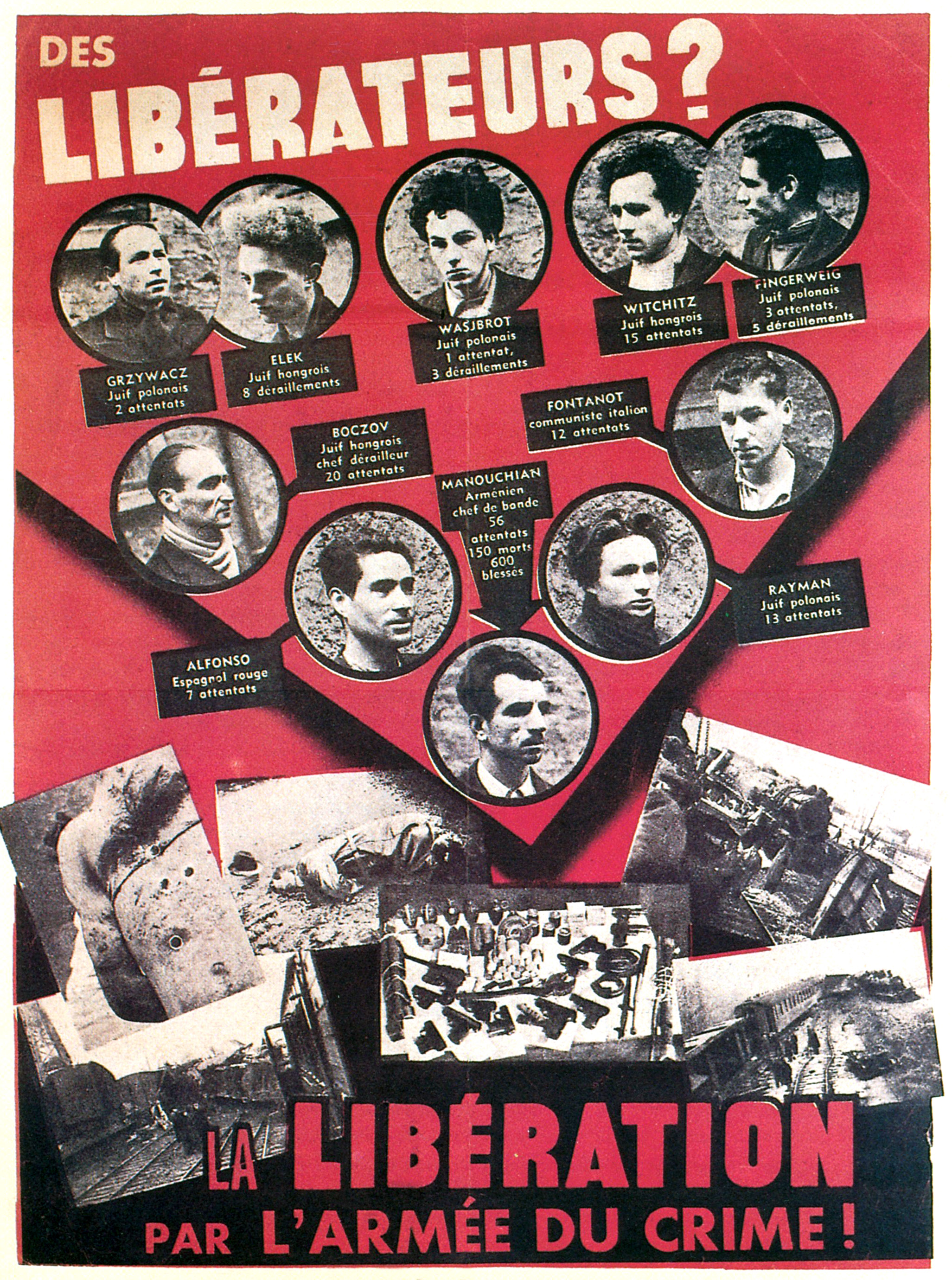
Affiche rouge

Die deutsche Propaganda erklärte ihn zu einem Kriminellen und druckte sein Foto auf dem Affiche rouge ab. Das Plakat sollte zur Abschreckung dienen, sich dem Widerstand anzuschließen. Bei Fingercwajg steht der Hinweis: Polnischer Jude, 3 Angriffe, 5 Entgleisungen.

## Gedenken

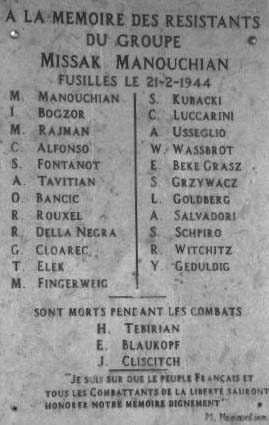
Gedenktafel in Valence

Auf dem Mont Valérien erinnert ein Denkmal in Form einer Glocke, geschaffen von Pacal Convert, an die dort Hingerichteten. Unter den 1008 Namen auf der Glocke befindet sich auch der von Maurice Fingercwajg. Auf einer Gedenktafel in Valence für die Gruppe Manouchian steht ebenfalls sein Name.